# بوب دراموند
بوب دراموند (بالإنجليزية: Bob Drummond)‏ (1 يناير 1898 في المملكة المتحدة - ) هو لاعب كرة قدم بريطاني (وحمل سابقاً جنسية المملكة المتحدة لبريطانيا العظمى وأيرلندا) في مركز مهاجم داخلي. لعب مع نادي بريستول سيتي ونادي بورنموث ونادي بيرنلي.